# Naab
Naab er en flod i Bayern i Tyskland, og en af Donaus bifloder fra venstre. Den er omkring 165 km lang, inklusiv dens hovedkilde Waldnaab. 
Naab bliver dannet hvor Waldnaab og Haidenaab løber sammen ved Luhe-Wildenau, syd for Weiden in der Oberpfalz. Den løber hovedsageligt mod syd, gennem byerne Nabburg, Schwandorf og Burglengenfeld. Floden munder ud i Donau i  nærheden af  Regensburg.

## Bifloder
- Luhe
- Ehenbach
- Fensterbach
- Pfreimd
- Schwarzach
- Vils

## Byer og landsbyer langs Naab
- Tirschenreuth
- Neustadt an der Waldnaab
- Weiden in der Oberpfalz
- Luhe-Wildenau
- Wernberg-Köblitz
- Nabburg
- Schwarzenfeld
- Schwandorf
- Teublitz
- Burglengenfeld
- Kallmünz
- Duggendorf
- Pielenhofen
- Penk
- Etterzhausen
- Pettendorf
- Windischeschenbach

49°36′11″N 12°07′57″Ø / 49.60297°N 12.1325°Ø